# Slaget om Nyenskans
Slaget om Nyenskans ägde rum den 26 april till 2 maj 1703 och resulterade i att det svenska fästet Nyenskans inom det nuvarande Sankt Petersburgs gränser, intogs av ryska styrkor. Fästet, som var beläget vid Nevas utlopp i Finska viken, var en viktig stödjepunkt i försvaret av Ingermanland.

## Belägringen av Nyenskans
På våren 1703 riktade ryska styrkor under Boris Sjeremetev och i Peter I:s närvaro ett anfall mot Nyenskans och fästningens försvarare uppmanades att kapitulera. I fästningen fanns endast en besättning på drygt 700 svenska soldater och efter tre stormningar och två dagars bombardemang var försvararna redo att kapitulera mot garanti om fritt avtåg, vilket skedde 2 maj. Fästningens krutförråd hade då träffats av projektiler och exploderat. Detta faktum jämte ryssarnas stora övermakt medgav inte mycket hopp för försvararna. Troligen hade de flesta stadsborna flytt redan då staden brändes 1702. Tsar Peter gav sedan skansen kapitulerat order om att det svenska fästet skulle rivas. Stenarna borde istället föras till ön Harholmen närmare flodens mynning – platsen för S:t Petersburgs grundande, som skedde i all hast och i hemlighet för svenskarna. Resterna av skansen stod emellertid kvar i över ett sekel vid floden Ochtas mynning.

## Efterverkningar
Den nya hamnstaden Sankt Petersburg skulle komma att utgöra en viktig faktor i kriget då den gav Ryssland och dess flotta tillgång till Östersjön, något som ryska makthavare länge hade eftersträvat. S:t Petersburg präglades hårt av svenska anfall de följande åren bland annat anfallen mot Sankt Petersburg, men marken blev aldrig återerövrad av Sverige.